# سهرة محمد علي
سهرة محمد علي سمتر (بالصومالية: Sahra Maxamed Cali Samatar)‏  سياسية صومالية شغلت منصب وزيرة المرأة وحقوق الإنسان في الصومال في الفترة ما بين 27 يناير 2015 في حكومة رئيس الوزراء السابق عمر عبد الرشيد علي شرماركي، خلفا للوزيرة خديجة محمد ديري، وهي بنت رئيس الوزراء الصومالي محمد علي سمتر.

## الحياة السياسية
في 27 يناير 2015 عُينت سهرة محمد علي سمتر وزيرة للمرأة وحقوق الإنسان في حكومة رئيس الوزراء عمر عبد الرشيد علي شرماركي بعد تعديل وزاري أجراه نتيجة اعتراض مجلس النواب على حكومته السابقة.
أعلنت سهرة عزم الحكومة على حظر ختان الإناث لا سيما الختان الفرعوني في الصومال بشكل عام في أغسطس 2015. وقالت الوزيرة «حان الوقت للقضاء على هذه الممارسات السيئة وحماية حقوق الفتيات والنساء في بلادنا، فكل إنسان له الحق في السلامة الجسدية ولا يجوز التعدي عليه، يعتبر ختان الإناث ممارسة عرفية قاسية ومهينة وهي ترقى إلى مستوى التعذيب، يحرم ختان البنات.». وأتت هذه الخطوة عقب قيام ولاية بونتلاند بخطوة مماثلة في عام 2014.
في مارس 2015 شاركت الوزيرة في مناسبة للاحتفال بيوم المرأة أقيم في العاصمة مقديشو.
في يوليو من نفس العام رفضت سهرة ما صدر من منظمات إسلامية أبرزها هيئة علماء الصومال ورجال دين صوماليين ومواطنين من اعتراض على مسودة قانون الجندر الذي أعدته وزارة المرأة وحقوق الإنسان، بعد أن وصفوه بمخالفة الشريعة الإسلامية ومحاولة تقنين المثلية، ووصفت الوزيرة الاعتراضات بأنها "دعاية لا أساس لها من الصحة".